# Karim Massimov
Karim Kajymkanouli Massimov (en cyrillique kazakh Кәрім Қажымқанұлы Мәсімов / Kärim Qajımqanulı Mäsimov), né le 15 juin 1965 à Tselinograd (aujourd'hui Astana), est un homme d'État kazakh, Premier ministre du 10 janvier 2007 au 24 septembre 2012, et de nouveau du 2 avril 2014 au 8 septembre 2016.

## Biographie
Il est diplômé de l'Université russe de l'Amitié des Peuples de Moscou, de l'École linguistique de Pékin, de la faculté de droit de l'université de Wuhan (Chine) et de l'Académie d'administration du Kazakhstan. Économiste et spécialiste en droit international, il maîtrise le russe, l'anglais, le chinois et l'arabe. Représentant commercial du Kazakhstan à Hong Kong, il a dirigé les conseils d'administration de la Banque commerciale et financière d'Almaty et de la Banque d'épargne nationale, avant d'être nommé ministre des Transports et des Communications en 2001. Le 19 janvier 2006, il devient vice-Premier ministre et il est également ministre de l'Économie et de la Planification budgétaire d'avril à octobre 2006.
Premier ministre de 2007 à 2012, il présente sa démission pour rejoindre le poste de chef de cabinet du président Noursoultan Nazarbaïev. Serik Akhmetov, premier vice-Premier ministre, le remplace au poste de chef du gouvernement.
Le 2 avril 2014, à la suite de la démission de Serik Akhmetov, Massimov est nommé Premier ministre par le président Nazarbaïev. Il est investi à l'unanimité par la Parlement le jour-même.
Le 8 septembre 2016, il est nommé à la tête des services de Renseignement et le vice-Premier ministre, Bakytzhan Sagintayev, lui succède comme premier ministre. Limogé le 5 janvier 2022 par le président Tokayev, il est arrêté trois jours plus tard et accusé de haute trahison. Depuis le 6 janvier, Massimov est considéré comme un prisonnier politique, dans l’attente du verdict d'un procès classé "top secret", qui se tiendra sans public, ni débat contradictoire.  Amnesty International considère qu’il n’a rien fait pour limiter l’usage de la torture dans son pays alors qu’il était premier ministre.

## Publication
- Le prochain maître du monde- L' Intelligence Artificielle, Éd Fayard, 2019.